# 911接线员
911接线员（英語：911 Operator）是由波兰工作室Jutsu Games开发，PlayWay于2017年发行的一款模拟类电子游戏 。玩家在游戏中扮演9-1-1电话接线员的角色，需要接听电话并派出警察、医护人员与消防员来应对各种紧急情况。911接线员的开发资金来自2016年7月21日至8月20日成功完成的Kickstarter众筹活动。该游戏于2017年2月在PC上发行，并在当年晚些时候在PlayStation 4和Xbox One上发行。游戏的Android版本于2017年11月16日发行。2018年10月26日，游戏在Nintendo Switch上发行。

## 开发
911接线员通过Kickstarter活动募集资金，活动于2016年7月21日推出，目标为9,110加元，并于2016年8月20日成功结束，共筹集37,924美元。 

## 反响
911接线员PC版在Metacritic上获得68分，得到了中性、平均的评价。 CD-Action赞赏游戏的教育元素，例如了解疾病相关的症状，但也批评“911接线员几乎没有游戏性”。Rock, Paper, Shotgun的Alec Meer写道，这款游戏“在制造紧张局势方面很出色”，但进行几个小时的游戏后，它变得“越来越单调”。New Game Network的Alex V.也发现该游戏缺乏实质性的变化，并指出通话变得重复、“游戏变成了简单的颜色匹配练习”，只是将适当的人员派遣到以颜色编码的紧急状况图标。总体而言，他发现911接线员在其游戏玩法中富有潜力和“获胜公式”，但最终受到缺乏多样性的限制。 Hooked Gamers的Johnathan Irwin给游戏7.0分（满分10分），称赞它的游戏玩法和多种地图选项，但也注意到游戏最终变得重复。 Game Grin的Nathan Saretzky同样给了911接线员7/10分，评价说是这是一个“精彩、出色的街机游戏”，成功做到简单而有趣，但也同样提到通话变得重复，并认为该游戏的玩法更适合触屏系统。 
911接线员的Xbox One版本得到了类似的中性评论。Xbox Tavern的安东尼·科尔（Anthony Cole）认为它“有一个有趣的想法，但没有深度来支撑它”，察觉到游戏简单、重复和无聊。 Xbox Hub的Neil Watton同样批评了重复的游戏玩法以及不太顺手的操控，但也发现游戏“巧妙”的概念。 TrueAchievements的笔者Marc Hollinshead称赞了该游戏的教育性和战略元素，但同样评论道“游戏很快重复”，尤其是重复的语音通话方面。 

## 續作
遊戲的續作《112接線員》在2020年4月23日上市。